# Čoj Hong-hi
Čoj Hong-hi (korejsko 최홍희, Choi Hong-hi), južnokorejski general, * 9. november 1918, † 2002.
Njegov oče ga je, v skrbi za njegovo prihodnost, priganjal k študiju kitajskih pismenk in umetnosti kitajske pisave. Tako je šel mladi Čoj študirati k mojstru Han Il-dongu, znanemu kaliografu. Od njega se je naučil tudi borilno veščino imenovano Taek Kyun. Kasneje je s prijatelji odšel na Japonsko, kjer je obiskal trening karateja na univerzo Dong Dai-sa. Tako je Čoj začel trenirati karate in prišel do črnega pasu druge stopnje. Takrat je karate poučeval iznajditelj Gichin Funakoshi.
Medtem je med Japonsko in Korejo divjala vojna. Do konca leta 1943, ko je bilo že jasno, da bo Japonska vojno izgubila, se je Čoj s prijatelji izogibal vpoklicu tako, da se je skrival po gostilnah. 20. oktobra 1943 jih je odkrila japonska policija in jih rekrutirala v japonsko vojsko. Čoj je bil poslan v Seul, da bi se pridružil drugim vpoklicanim korejskim študentom. Ob prihodu tja je med vpoklicanimi vojaki že vrelo. Kmalu po svojem prihodu se je Čoj pridružil skupini tridesetih korejskih študentov - vojakov, ki so načrtovali pobeg v gore Baek Doo, kjer naj bi se pridružili podtalni korejski osvobodilni vojski in se borili proti japonskemu okupatorju. Ta načrt je spodletel, ker so jih japonci odkrili in jih aretirali. Čoj je bil najprej obsojen na sedem let zapora, nato pa so sodbo spremenili in 18. avgusta 1945 naj bi bil usmrčen. Le tri dni pred svojo smrtjo se je Koreja uspela osvoboditi japonskih okupacijskih sil.Tako je Čoj pobegnil smrti. 
Kmalu po vojni je začel razvijati novo borilno veščino, imenovano tekvondo. Zaradi političnih razmer se je Koreja razdelila na severno in južno, kar je vplivalo tudi na tekvondo. Zato danes obstajata dve verziji tega športa, ki sta združeni v WTF (World Taekwondo Federation) in ITF (International Taekwondo Federation). Večkrat so poskusili obe verziji ponovno združiti, kar pa zaenkrat še ni uspelo. General Čoj Hong-hi je umrl leta 2002, star 82 let, njegova zadnja želja pa je bila, da bi se obe verziji tekvondoja združili, ker je verjel, da bi lahko tako ponovno združili obe Koreji. V zadnjem času potekajo pogovori o združenju obeh verzij in združenju tehnik kar pomeni, da bi se generalova zadnja želja lahko uresničila. 